# Hiramatsu Kohei
Kohei Hiramatsu (sinh ngày 19 tháng 4 năm 1980) là một cầu thủ bóng đá người Nhật Bản.

## Sự nghiệp câu lạc bộ
Kohei Hiramatsu đã từng chơi cho Shimizu S-Pulse, FC Ryukyu và Fujieda MYFC.